# Noer
Noer  (en danois: Nør) est une commune de l'arrondissement de Rendsburg-Eckernförde, Land de Schleswig-Holstein.

## Géographie
La commune se compose des quartiers de Noer et de Lindhöft.
Noer se situe à environ 12 km à l'est d'Eckernförde, la baie, sur la mer Baltique.
Au nord de son territoire, les dunes boisées sont classées Natura 2000.

## Histoire
Le château de Noer
Le château de Noer (de) a probablement été commandé par le chevalier d'Ahlefeld au XVe siècle. Pendant deux siècles, il est une propriété de la famille. En 1680, il revient à la famille von Brockdorff. Wulf von Brockdorff établit le manoir entre 1708 et 1711.
Son fils Joachim fait bâtir entre 1733 et 1737 la nouvelle église de Krusendorf et y place la chapelle funéraire de la famille.
En 1832, la duchesse de Schleswig-Holstein-Sonderbourg-Augustenbourg rachète Noer et le domaine de Grönwohld pour son fils, Frédéric de Schleswig-Holstein-Sonderbourg-Augustenbourg (1800-1865).
Frédéric jouera un rôle important en 1848 lors de la révolte contre la branche de Schleswig-Holstein-Sonderbourg-Glückbourg, branche cadette désignée comme branche royale du Danemark. Comme ministre de la Guerre du gouvernement provisoire, il n'attendra pas le retour de la délégation de Copenhague et prendra le commandement des troupes de la forteresse de Rendsburg, ainsi commencera la Première Guerre du Schleswig. Après la guerre, le prince devra s'exiler et abandonner ses biens. En 1864, il sera nommé par l'empereur autrichien prince de Noer. Il meurt à Bayreuth le 2 juillet 1865.
Le château brûle en 1933, mais est reconstruit dans sa forme ancienne. Après la Seconde Guerre mondiale, la succession est réglée. Il est racheté par le Land de Schleswig-Holstein pour être un centre éducatif en 1961. Il est apprécié par les chorales et les orchestres pour son acoustique.